# 코소브스카미트로비차구 (세르비아)

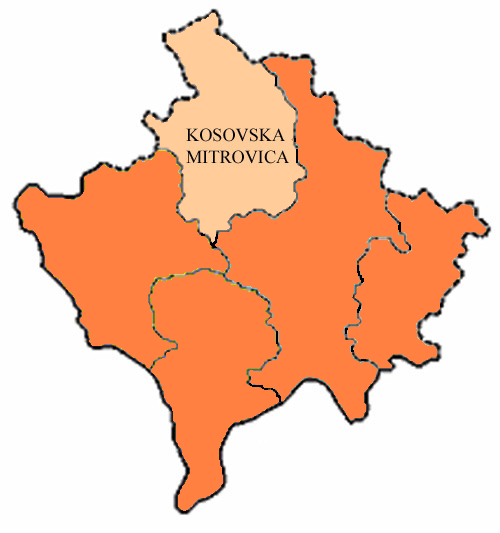
코소브스카미트로비차 구의 위치

코소브스카미트로비차구(세르비아어: Косовскомитровички округ, Kosovskomitrovički okrug, 알바니아어: Distrikti i Mitrovicës)는 세르비아 코소보 메토히야 자치주에 위치한 구로 행정 중심지는 코소브스카미트로비차이며 면적은 2,054km2, 인구는 275,904명(2002년 인구 조사 기준), 인구 밀도는 134.3명/km2이다. 코소보는 2008년 세르비아로부터 독립을 선언한 상태이다.

## 지방 자치체
6개 지방 자치체를 관할한다.
- 코소브스카미트로비차 (Kosovska Mitrovica)
- 레포사비치 (Leposavić)
- 스르비차 (Srbica)
- 부치트룬 (Vučitrn)
- 주빈포토크 (Zubin Potok)
- 즈베찬 (Zvečan)